# Epicedia wrayi
Epicedia wrayi är en skalbaggsart som beskrevs av Waterhouse 1887. Epicedia wrayi ingår i släktet Epicedia och familjen långhorningar. Inga underarter finns listade i Catalogue of Life.